# Boeing 720
Boeing 720 je štirimotorno ozkotrupno reaktivno potniško letalo s kratkim do srednjim dosegom, ki ga je ravzil Boeing v poznih 1950ih na podlagi Boeinga 707. 720 ima za razliko krajši trup in manj doleta. Prvič je poletel nomebra 1959, v uporabo je vstopil naslednje leto pri družbi United Airlines. 
Zgradili so dve verziji, originalni 720 je imel štiri turboreaktivne motorje Pratt & Whitney JT3C, izboljšani 720B pa štiri turboventilatorske Pratt & Whitney JT3D. Skupno so zgradili 154 letal 720, in okrog 1010 precej podobnih 707. Boeinga 720 je nasledil trimotorni  Boeing 727.

## Specifikacije
|                           | 720                                         | 707-120B                                    | 707-320B                                                    |
| ------------------------- | ------------------------------------------- | ------------------------------------------- | ----------------------------------------------------------- |
| Posadka                   | 4 (Pilot, Kopilot, Inženir leta, Navigator) | 4 (Pilot, Kopilot, Inženir leta, Navigator) | 4 (Pilot, Kopilot, Inženir leta, Navigator)                 |
| Kapaciteta                | 149                                         | 110 (2 razred) 189 (1 class)                | 147 (2 razreda) 189 (1 razred)                              |
| Dolžina                   | 136 ft 2 in (41,25 m)                       | 145 ft 1 in (44,07 m)                       | 152 ft 11 in (46,61 m)                                      |
| Razpon kril               | 130 ft 10 in (39,90 m)                      | 130 ft 10 in (39,90 m)                      | 145 ft 9 in (44,42 m)                                       |
| Višina                    | 41 ft 7 in (12,65 m)                        | 42 ft 5 in (12,93 m)                        | 42 ft 5 in (12,93 m)                                        |
| Maks. vzletna teža        | 222000 lb (100800 kg)                       | 257000 lb (116570 kg)                       | 333600 lb (151320 kg)                                       |
| Prazna teža               | 103145 lb (46785 kg)                        | 122533 lb (55580 kg)                        | 146400 lb (66406 kg)                                        |
| Vzletna razdalja pri MTOW | 8300 ft (2515 m)                            | 11000 ft (3330 m)                           | 10840 ft (3280 m)                                           |
| Kapaciteta goriva         | 60900 L                                     | 65590 L                                     | 90160 L                                                     |
| Pristajalna razdalja      | 5750 ft (1740 m)                            | 6200 ft (1875 m)                            | 5950 ft (1813 m)                                            |
| Dolet z maks. tovorom     | 3680 nmi (6820 km)                          | 3680 nmi (6820 km)                          | 3735 nmi (6920 km)                                          |
| Dolet z maks. gorivom     | 3800 nmi (7040 km)                          | 4700 nmi (8704 km)                          | 5750 nmi (10650 km)                                         |
| Potovalna hitrost         | 540 vozlov / 621 mph (1000 km/h)            | 540 vozlov / 621 mph (1000 km/h)            | 525 vozlov/604 mph (972 km/h)                               |
| Širina trupa              | 12 ft 4 in (3,76 m)                         | 12 ft 4 in (3,76 m)                         | 12 ft 4 in (3,76 m)                                         |
| Motor (4 x)               | Pratt & Whitney JT3C-7: 12000 lbf (53,3 kN) | Pratt & Whitney JT3D-1: 17000 lbf (75,6 kN) | PW JT3D-3: 18000 lbf (80 kN) PW JT3D-7: 19000 lbf (84,4 kN) |

Viri: Boeing